# Menthylacetat
Menthylacetat ist ein natürlich vorkommender Carbonsäureester, der sich von der Essigsäure und von Menthol ableitet.

## Vorkommen

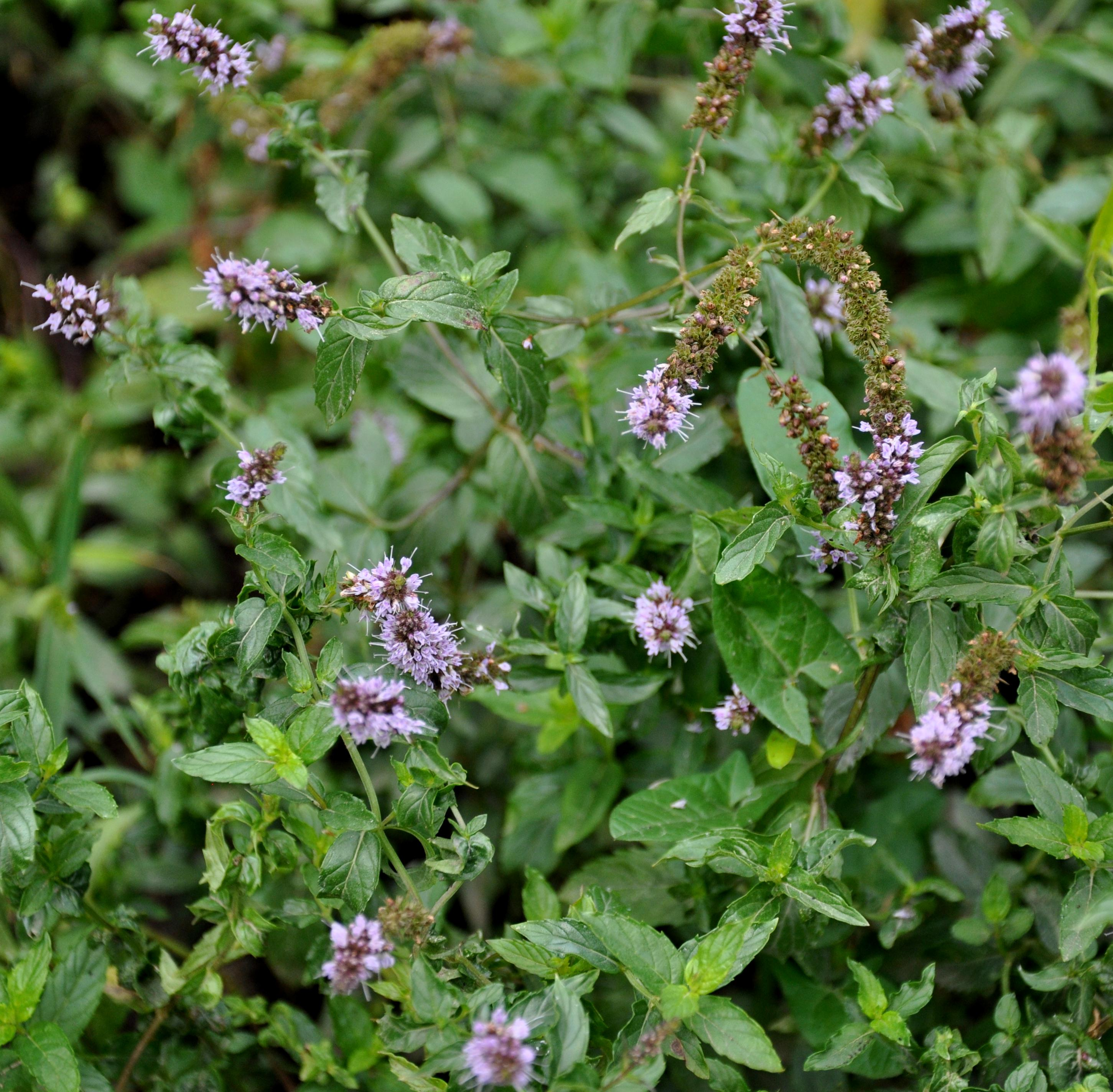
Das Pfefferminzöl aus Mentha piperita enthält größere Mengen Menthylacetat

Menthylacetat kommt in nennenswerter Menge (ca. 17 % in einer Studie, ca. 9 % in einer anderen Studie) neben dem freien Menthol in Pfefferminzöl aus Mentha piperita vor. Auch in Mentha canadensis kommt die Verbindung vor. Es kommt außerdem in Callistemon viminalis (Gattung Myrtenheiden) und in geringer Menge in Ingwer und Zitronenmelisse vor.

## Herstellung
Menthylacetat kann durch Umsetzung von Menthol mit Eisessig, Acetanhydrid oder Acetylchlorid gewonnen werden.

## Verwendung
Menthylacetat wird als Aromastoff verwendet und ist in der EU unter der FL-Nummer 09.016 für Lebensmittel allgemein zugelassen.